# چله آبا
چله آبا (ایتالیایی: Cele Abba؛ ‏ ۲۵ مهٔ ۱۹۰۶ – ۱ ژانویهٔ ۱۹۹۲) بازیگر اهل ایتالیا بود. او خواهر بازیگر ایتالیایی مارتا آبا بود.
از جمله فیلم‌های او می‌توان به گذرنامه سرخ اشاره کرد.